# Kavaklıdere
Kavaklıdere est une ville et un district de Turquie situés dans la province de Muğla.